# Верхня Жданя
Горна Жданя (словац. Horná Ždaňa) — село, громада округу Ж'яр-над-Гроном, Банськобистрицький край, центральна Словаччина, регіон Теков. Кадастрова площа громади — 16,27 км². Протікає Прохотський потік.
Населення 554 особи (станом на 31 грудня 2017 року).

## Історія
Горна Жданя згадується в 1391 році.

## Населення
| Рік:            | 1994. | 2004.   | 2014.   | 2024.   |
| --------------- | ----- | ------- | ------- | ------- |
| Кількість осіб: | 510   | 542     | 553     | 528     |
| Різниця:        |       | +6,27 % | +2,02 % | -4,52 % |

| Рік:            | 2023. | 2024.   |
| --------------- | ----- | ------- |
| Кількість осіб: | 535   | 528     |
| Різниця:        |       | -1,30 % |